# 타라 코리아-맥멀렌
타라 코리아-맥멀렌(Tara Correa-McMullen, 1989년 5월 24일 ~ 2005년 10월 21일)은 미국의 배우, 텔레비전 배우, 영화배우이다.
잉글우드에서 사망하였다. 사인은 총상이다.  포리스트 론 메모리얼 파크에 매장되었다.

## 영화
- 리바운드 (2005년) - 빅 맥 역
- 저징 에이미 (1999년)